# Sela pri Ratežu
Sela pri Ratežu je naselje u slovenskoj Općini Novom Mestu. Sela pri Ratežu se nalazi u pokrajini Dolenjskoj i statističkoj regiji Jugoistočnoj Sloveniji. 

## Stanovništvo
Prema popisu stanovništva iz 2002. godine naselje je imalo 63 stanovnika.